# Traagheid
Traagheid of inertie is in de klassieke mechanica het verschijnsel dat een natuurkundig lichaam (een voorwerp) in zijn bewegingstoestand volhardt: een rustend voorwerp blijft op zijn plaats, en een bewegend voorwerp blijft bewegen in dezelfde richting en met dezelfde snelheid, tenzij er een kracht is die het voorwerp een andere richting of snelheid geeft. De kracht die nodig is om een voorwerp een bepaalde snelheidsverandering te geven, is evenredig met de massa van het voorwerp. Dit gegeven wordt uitgedrukt in de eerste wet van Newton.
Traagheid is een van de fundamentele concepten van de bewegingsleer. Iedere bewegingsleer moet de rol die traagheid speelt beschrijven: de twee grote bewegingstheorieën, de Newtoniaanse bewegingsleer en de opvolger daarvan, de relativistische bewegingsleer, beschrijven ieder op hun manier de rol van traagheid.
Een roterend object verzet zich ook tegen verandering, namelijk tegen een verandering van de hoeksnelheid om de omwentelingsas van het object. De mate van deze weerstand is het traagheidsmoment van het object, ten opzichte van zijn rotatie-as.